# Claim (Bergrecht)

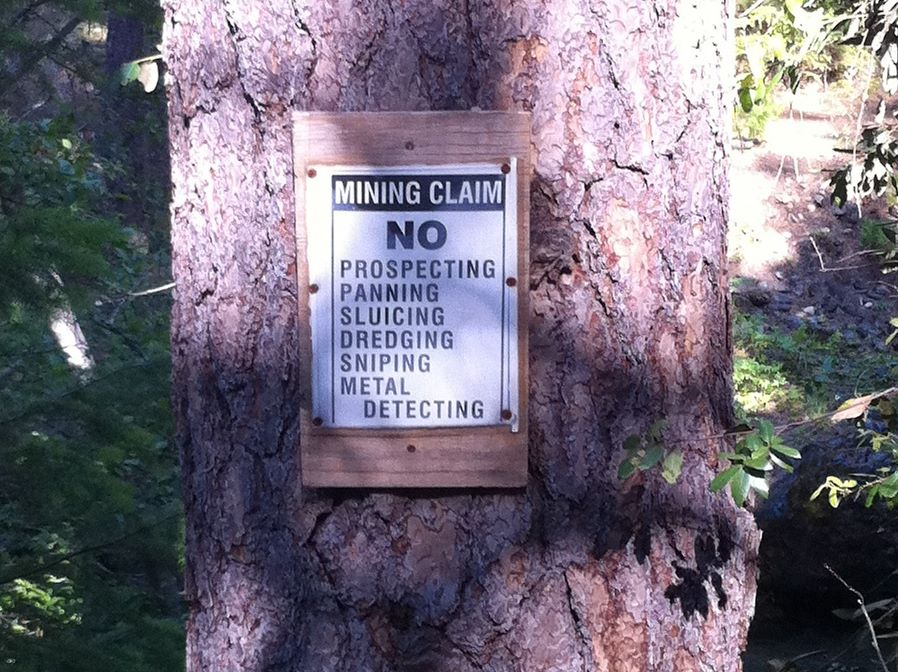
Claim am South Yuba River

Ein Claim beschreibt im amerikanischen und australischen Bergrecht das Recht, Bodenschätze auf öffentlichem Grund zu gewinnen.

## Geschichte
Das Konzept basiert auf dem mexikanischen Bergrecht, durch das das Abbaurecht dem Finder der Bodenschätze gehörte. Die Größe eines Claims entsprach dem, was durch eine Einzelperson oder eine kleine Gruppe abgebaut werden konnte.
Das Claimrecht wurde in den USA während des kalifornischen Goldrausches von 1848 eingeführt. Von dort breitete es sich über die gesamten Weststaaten aus. Der US-Kongress legalisierte das Konzept 1866 und implementierte es im Mining Act von 1872.
Das Claimrecht wurde auch in anderen Staaten angewandt, zum Beispiel während des australischen Goldrausches, der 1851 begann.

## Abstecken eines Claims

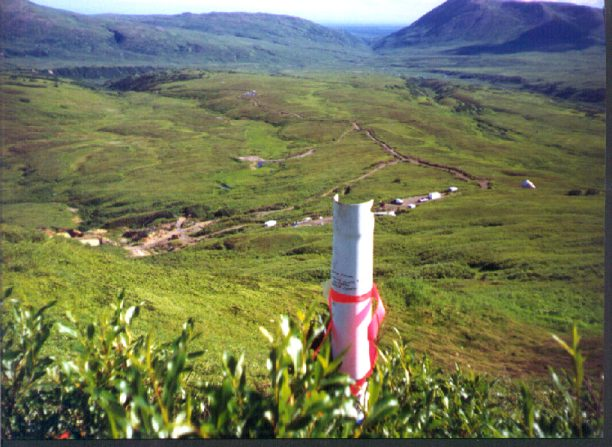
Eckpfosten des Claims der Blue Ribbon Mine in Alaska

Einen Claim abzustecken setzt voraus, dass ein Mineral in bauwürdigen Mengen gefunden wurde, das heißt, dass ein vernünftiger Mensch Zeit und Geld investieren würde, um es abzubauen (Prudent Man Rule). Dann wurde der Claim mit mindestens 4 ft (1,22 m) hohen Holzpfählen oder Stahlstangen oder mit mindestens 3 ft (0,91 m) hohen Steinmännchen abgesteckt. Danach kann der Claim sowohl bei dem Landverwaltungsamt (Bureau of Land Management oder United States Forest Service) als auch beim ortsansässigen County Registrar eingetragen werden.
Es gibt hauptsächlich folgende Arten von Claims:
- englisch Placer (in einer Seifenlagerstätte vorkommende Mineralien, die nicht im Grundgestein gebunden sind und in Bänken oder Strömen vorkommen)
- englisch Lode (in einem Gang, d. h. im Grundgestein gebundene Mineralien)
- englisch Tunnel (Die Lage einer Strecke mit allen Gängen, die gefunden werden)
- englisch Millsite (ein maximal 4 Acres (1,62 ha) großes Gelände zum Verarbeiten des Erzes)

## Patente
Ein Claim beginnt im Bergbau immer als ein nicht-patentierter Claim. Der Inhaber eines nicht-patentierten Claims muss darauf Abbauarbeiten durchführen bzw. dem Amt bis zum 1. September jeden Jahres eine Gebühr abführen, andernfalls erlischt der Claim. Die Tätigkeiten auf nicht-patentierten Claims sind auf den Bergbau beschränkt.
Ein patentierter Claim hingegen ist ein Claim, für den die Staatsregierung ein Patent oder einen englisch Deed ausgestellt hat. Dafür muss nachgewiesen werden, dass die Mineralien profitabel abgebaut werden können. Ein patentierter Claim kann vom Besitzer wie Grundbesitz für jeglichen Zweck verwendet werden. Die Regierung der Vereinigten Staaten hat die Finanzierung für die Patentvergabe inzwischen aber eingestellt, so dass auf diese Weise keine weiteren Claims erworben werden können.